# みにくいアヒルの子 (テレビドラマ)
『みにくいアヒルの子』（みにくいアヒルのこ）は、1996年4月16日から6月25日まで毎週火曜日21:00 - 21:54に、フジテレビ系「火曜9時」枠で放送されたテレビドラマ。主演は岸谷五朗。
1997年4月1日に「春休みスペシャル」、1998年3月31日に「涙の卒業スペシャル」、2003年4月11日に「涙の再会スペシャル」がそれぞれ放送された。

## あらすじ
主人公は、北海道の女満別在住で、小さな小学校の教員である平泉玩助。
ある日、「恋人」と決め込んで、猛烈アタックを掛け続けていた、幼なじみの松永まさ子が上京。同時に教え子の清も、父と暮らすとして都会の小学校へ転校してゆく。
その直後、生徒数減少によって勤務先の音根別小学校の統廃合が確定。玩助は東京へ出かけ、まさ子と清に会う。しかし北海道に帰った玩助に清の自殺が知らされる。転校した小学校でいじめられ、新しい家族に馴染めなかったのだ。
ショックを受けた玩助は、一年後、東京の小学校に赴任。担任となった4年3組の生徒達に「北海道では、良い先生ではなかったが、幸せな先生だった」と挨拶。そして近くに住むまさ子に、再びアタックを開始した。
全校生徒数10名の小規模校と1学年3クラスの大規模校のギャップの中、迷い苦悩しながら成長してゆく玩助の日々が始まる。

## キャスト

### 大田区立あやめ台小学校教員
- 平泉玩助：岸谷五朗
4年3組の担任。北海道の小学校で教員をしていたが、上京したまさ子を追って東京へ。正義感が強く直情的な面がある。ピアノを演奏できる。愛称はガースケ。口癖は『クソッタレがぁ！』。
- 松永まさ子：常盤貴子
玩助の幼なじみの美容師。一方的に迫って来る玩助に困惑している。愛称はマチャコ。
- 沢木茂：河相我聞
新人教師で4年2組の担任。玩助の東京での同僚。憧れる生徒も多い。もともと就職難の時期と重なり、軽い気持ちで教師という職業に就いた関係で、赴任直後はやる気のなさが目立ち、クラス内の問題が発生したときには胃痛に悩まされていたが、玩助との出会いで教師としての自覚と矜持に目覚めてゆく。
- 佐藤千夏：森口瑤子
音楽教師で4年の副担任。玩助の東京での同僚。
- 山崎哲也：田口浩正
玩助の東京での同僚で、養護教諭。体型からいつも汗をかいているが、見かけによらず潔癖症で保健室内はいつもキチンと整理されている。
- 服部先生：浅野和之
学年主任で4年1組の担任。ガースケから「忍者服部先生」と呼ばれてる。
- 山根教頭：佐戸井けん太
東京の小学校の教頭。生徒からは「ジャマネ」と呼ばれている。
- 榊原校長：大塚周夫

### 北海道の人々
- 本田清
玩助の教え子。統廃合の直前に父から同居の申し出があり、転校してゆくが、父の無理解や継母からの冷たい言葉があり、学校でいじめにあった末、マンションから飛び降りてしまう。
- 清の父：酒井敏也
北海道を出た後、再婚。清を引き取る。のちに清の墓前で玩助と再会。痛恨の念を漏らした。
- 清の継母：内田春菊
- 遠藤耕太郎：塚本信夫
音根別小学校の校長。
- 松永すみ子：立石涼子
まさ子の母。

### あやめ台小学校4年3組の生徒

#### 男子
- 相田光彦：印部良
- 青木剛：舟越圭佑
- 池山卓也：田中巧
- 宇佐美一：柳原悠
- 柿沢太郎：岩崎良太
- 川上則男：江成大輝
- 木下真琴：佐々木和徳
- 篠原優：遠藤司
- 柴田直人：高橋宏幸
- 高寺聖也：神作彰男
- 永井徹：杉田まいと
- 中村崇伸：宮沢祐輔
- 根本和雄：関根直之
- 原田俊太郎：横前喬紀
- 藤井博：鳥居紀彦
- 古田敏春：古川和彦
- 矢野純平：渋谷泰蔵
- 山本健太：伊藤淳史

#### 女子
- 石原美和子：小出由華
- 上田京子：高橋由衣夏
- 大川弘美：大村彩子
- 小野寺環：橋本綾乃
- 片瀬優子：浜丘麻矢
- 桜谷奈々江：渋谷桃子
- 鈴本梨花：末永遥
- 高木るり子：増岡優
- 高山香織：秋山理美
- 竹田映子：竹島由夏
- 永田千鶴：永田絢子
- 新村篤子：佐々木恵理
- 西野さやか：石川英里佳
- 松井めぐ美：大平麻衣
- 宮本芽衣：大西彩
- 森川真未：森田夏姫
- 横沢翔子：大野紋香
- 若林きみ枝：森安加代子

### その他の人物
- まさ子の勤める美容室の店長：加藤善博
- まさ子の同僚：坂上香織
- 純平の母・矢野淳子：大塚良重

### 春休みスペシャル
- 星野梅子：篠原涼子
- 星野大地：松山千春
北海道の牧場でサラブレッドを育てている[1]。
- 川井博之：八嶋智人
- 田村満行：ノッチ（デンジャラス）

## スタッフ
- 脚本：水橋文美江、山崎淳也
- 音楽：石田勝範
- 主題歌：松山千春「君を忘れない」
- 挿入歌：松山千春「大空と大地の中で」
- 演出：林徹、武内英樹
- プロデュース：小林義和
- 制作著作：フジテレビ

ドラマのメイン舞台となった北海道の音根別小学校は網走市立恩根内小学校（2000年3月31日閉校、2002年7月解体撤去）、あやめ台小学校は大田区立蒲田小学校で撮影が行われた。

## 放送日程

### 連続ドラマ
| 第1話                                                      | 1996年4月16日 | 涙の一番星       | 20.2% |
| 第2話                                                      | 1996年4月23日 | 友達の証明       | 16.7% |
| 第3話                                                      | 1996年4月30日 | 翼をください     | 16.0% |
| 第4話                                                      | 1996年5月7日  | 燃えろ!!4年3組   | 16.9% |
| 第5話                                                      | 1996年5月14日 | 小さな恋の物語   | 15.6% |
| 第6話                                                      | 1996年5月21日 | 日本一のお弁当   | 15.7% |
| 第7話                                                      | 1996年5月28日 | 母さんに会いたい | 16.0% |
| 第8話                                                      | 1996年6月4日  | 泥だらけの友情   | 18.0% |
| 第9話                                                      | 1996年6月11日 | ガラス玉の心     | 16.3% |
| 第10話                                                     | 1996年6月18日 | 消えた一番星     | 17.0% |
| 最終話                                                     | 1996年6月25日 | 最後の授業       | 21.1% |
| 平均視聴率 17.2%（視聴率は関東地区・ビデオリサーチ社調べ） |               |                  |       |

### スペシャルドラマ
|                    | 放送日        | 備考                                                                                   |
| ------------------ | ------------- | -------------------------------------------------------------------------------------- |
| 春休みスペシャル   | 1997年4月1日  |                                                                                        |
| 涙の卒業スペシャル | 1998年3月31日 |                                                                                        |
| 涙の再会スペシャル | 2003年4月11日 | 玩助は北海道へ戻って教師を続けており、あやめ台小学校は統廃合によって取り壊されている。 |

## 関連商品
- 1996年8月21日に連続ドラマ全4巻、1997年6月10日に春休みスペシャルがVHS化された。DVD化はされていない。